# Олимпия Телигьориду
Олимпия Йоани Телигьориду (на гръцки: Ολυμπία Ιωάννη Τελιγιορίδου) е гръцки политик от Коалиция на радикалната левица (СИРИЗА), депутат в Гръцкия парламент от септември 2015 година.

## Биография
Родена е на 25 октомври 1966 година в македонския град Костур. Завършва Ветеринарното училище на Солунския университет и европейска цивилизация в Гръцкия отворен университет. Доброволец в Дружеството за защита на дивите животни и птиците на Западна Македония. Член е на Гръцкото орнитологическо дружество и на Арктурос.
Кандидат за депутат е от Общогръцкото социалистическо движение (ПАСОК) в 1993 и 1996 година. Напуска партията в 1998 година.
Избрана е от СИРИЗА за депутат от избирателен район Костур на изборите през септември 2015 година.